# Francesco De Robertis
Francesco De Robertis (San Marco in Lamis, 10 ottobre 1902 – Roma, 2 febbraio 1959) è stato un regista e sceneggiatore italiano. Ufficiale della Marina Militare, ha dedicato una vasta filmografia all'ambiente della marina e ha realizzato pellicole di ambientazione bellica.

## Biografia
Nato a San Marco in Lamis, cittadina del Gargano, paese d'origine della madre (Carolina Tardio); il padre, Nicola De Robertis, era un consigliere di Cassazione originario di Trani. A quindici anni frequenta l'Accademia navale di Livorno per intraprendere la carriera militare e nel 1928 è sottotenente di vascello. I suoi interessi artistici lo spinsero inizialmente verso il teatro, dove nei primi anni trenta fu impegnato nell'allestimento di tre suoi drammi e nel 1933 lascia il servizio attivo. Rientra nella Regia Marina nel 1938 ed è destinato all'ufficio stampa. È nominato direttore del Centro cinematografico del Ministero della Marina, e nel 1939 gira un documentario di informazione e propaganda, Mine in vista. Nel 1940 scrive e supervisiona La nave bianca, diretto da Roberto Rossellini. L'anno seguente conosce Mario Bava, che dirigerà la fotografia di molti suoi cortometraggi. Nel 1941 ottiene il grado di capitano di corvetta in ausiliaria.
Il suo primo film, Uomini sul fondo (1941), storia del salvataggio dei marinai di un sommergibile, presenta interessanti tratti realistici, pur nel quadro della retorica umanitarista. Dello stesso tenore sono le opere successive, sempre di ambientazione militare: Alfa Tau!, Uomini e cieli e Marinai senza stelle. Nel 1943 aderisce alla Repubblica Sociale Italiana e dall'8 settembre 1943 al 29 aprile 1945 lavora per il Cinevillaggio di Venezia. Alla vigilia del 25 aprile gira La vita semplice, che sarà distribuito a guerra finita. Lascia la Marina militare nel 1949, con il grado di capitano di fregata. Nel dopoguerra prosegue nel filone con Uomini ombra e Ragazzi della marina e gira numerosi film d'avventura (tra cui Fantasmi del mare, Il mulatto e I sette dell'Orsa maggiore), che seguono in parte i moduli del cinema spettacolare hollywoodiano.

## Filmografia

### Cinema
- Mine in vista (1939) - documentario
- Uomini sul fondo (1941)
- Alfa Tau! (1942)
- La Voce di Paganini (1947) - documentario
- Uomini e cieli (1947)
- Marinai senza stelle (1949)
- Vivere ancora (1944)
- La vita semplice (1945)
- Fantasmi del mare (1948)
- La voce di Paganini (1948) - documentario
- Il mulatto (1949)
- Gli amanti di Ravello (1950)
- Carica eroica (1952)
- I sette dell'Orsa maggiore (1953)
- Uomini ombra (1954)
- Mizar (Sabotaggio in mare) (1954)
- La donna che venne dal mare (1956)
- Yalis, la vergine del Roncador (1956)
- Ragazzi della marina (1958)